# Maître FIDE pour la composition échiquéenne
Un maître FIDE pour la composition échiquéenne est un compositeur de problèmes d'échecs qui a amassé 12 points pour ses problèmes retenus dans les Albums FIDE. Chaque problème retenu rapporte 1 point. Si c'est une étude, le problème rapporte 1,67 point. Si c'est un problème composé en collaboration, les points sont partagés entre les compositeurs.
Il faut 70 points pour être grand maître international pour la composition échiquéenne et 25 points pour être maître international pour la composition échiquéenne.

## Historique
Les titres de grand maître international pour la composition échiquéenne et de maître international pour la composition échiquéenne ont été créés en 1959.
Même avec seulement 25 points à amasser contre 70 points pour le titre de grand maître, le titre de maître international est très difficile à obtenir. En conséquence, en 1990, la commission permanente pour la composition échiquéenne a décidé de créer un titre de maître FIDE pour la composition échiquéenne (comme pour la partie) ne nécessitant que 12 points pour être obtenu.

## Nombre de maitres FIDE
Il y a actuellement 172 maîtres FIDE dont 69 ont été nommés en 1990 et dont 28 sont décédés.[réf. nécessaire]

## Maîtres FIDE de pays francophones
Les maîtres FIDE de pays francophones sont :
France
- Roméo Bedoni ;
- Bruno Fargette ;
- Jacques Savournin ;
- Jean-Michel Trillon ;
- Claude Wiedenhoff ;
- Jean Morice ;
- Gérard Doukhan ;
- Philippe Robert ;
- Guy Sobrecases ;
- Pierre Tritten ;
- Daniel Keith

Suisse
- Roland Baier ;
- Thomas Maeder.